# Johan Plageman

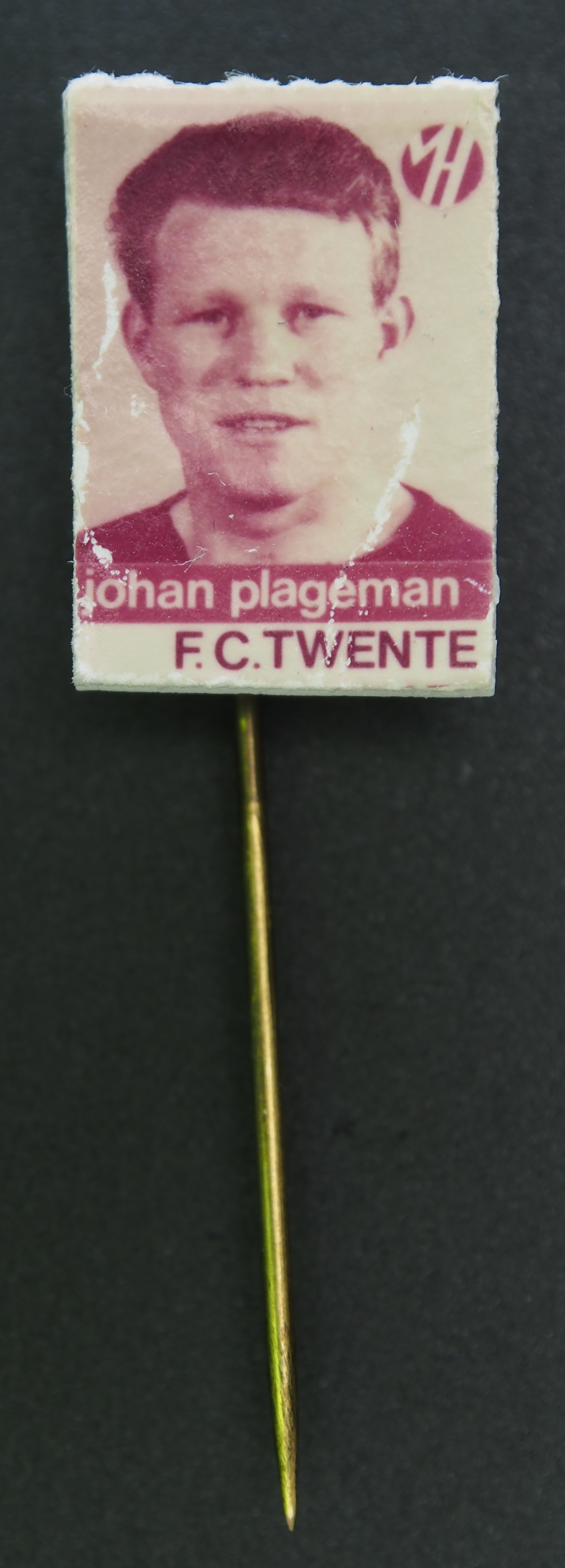
Johan Plageman op een voetbalspeldje

Johan Plageman (Losser, 19 februari 1942 – Lochem, 9 februari 2018) was een Nederlands voetballer en voetbalbestuurder. Hij kwam uit voor Sportclub Enschede, FC Twente en DOS. Plageman was een afgestudeerd econoom en was in 1966 de eerste voetballende doctorandus in het Nederlandse betaalde voetbal.

## Loopbaan
Plageman voetbalde in zijn jeugd voor KVV Losser en maakte in 1961 de overstap naar Sportclub Enschede. In 1965 ging hij over naar FC Twente, dat na een fusie tussen SC Enschede en Enschedese Boys was ontstaan. Hij was in het eerste seizoen de aanvoerder van de fusieclub. Plageman scoorde op 3 augustus 1965 in een oefenwedstrijd tegen het Duitse Holstein Kiel het eerste doelpunt voor FC Twente. Een seizoen later stapte hij over naar het Utrechtse DOS, waarvoor hij tot 1970 uitkwam. 
Vanaf 1960 studeerde Plageman economie aan de Katholieke Hogeschool Tilburg. Hij rondde deze studie in 1966 af en was daardoor de eerste doctorandus in het Nederlandse betaald voetbal. Tijdens zijn studietijd trainde hij geregeld bij de Tilburgse voetbalclub Willem II.
Na zijn voetballoopbaan was Plageman onder meer werkzaam als directielid van Coberco en Friesland Foods. In 2002 trad hij als technisch directeur toe tot de directie van FC Twente, als opvolger van Jaap Uilenberg. Nadat Twente in 2003 een faillissement boven het hoofd hing, leidde Plageman een omvangrijk saneringsplan dat de club in korte tijd  financieel gezond maakte. In 2006 keerde Plageman Twente de rug toe omdat hij zich niet kon vinden in de ambitieuze plannen van Twente-voorzitter Joop Munsterman en commercieel directeur Jan van Halst. Hij werd opgevolgd door Fred Rutten, die het trainerschap ging combineren met de functie van technisch directeur.